# Piper densibaccum
Piper densibaccum är en pepparväxtart som beskrevs av C. Dc.. Piper densibaccum ingår i släktet Piper och familjen pepparväxter. Inga underarter finns listade i Catalogue of Life.